# Stadtlagerhaus

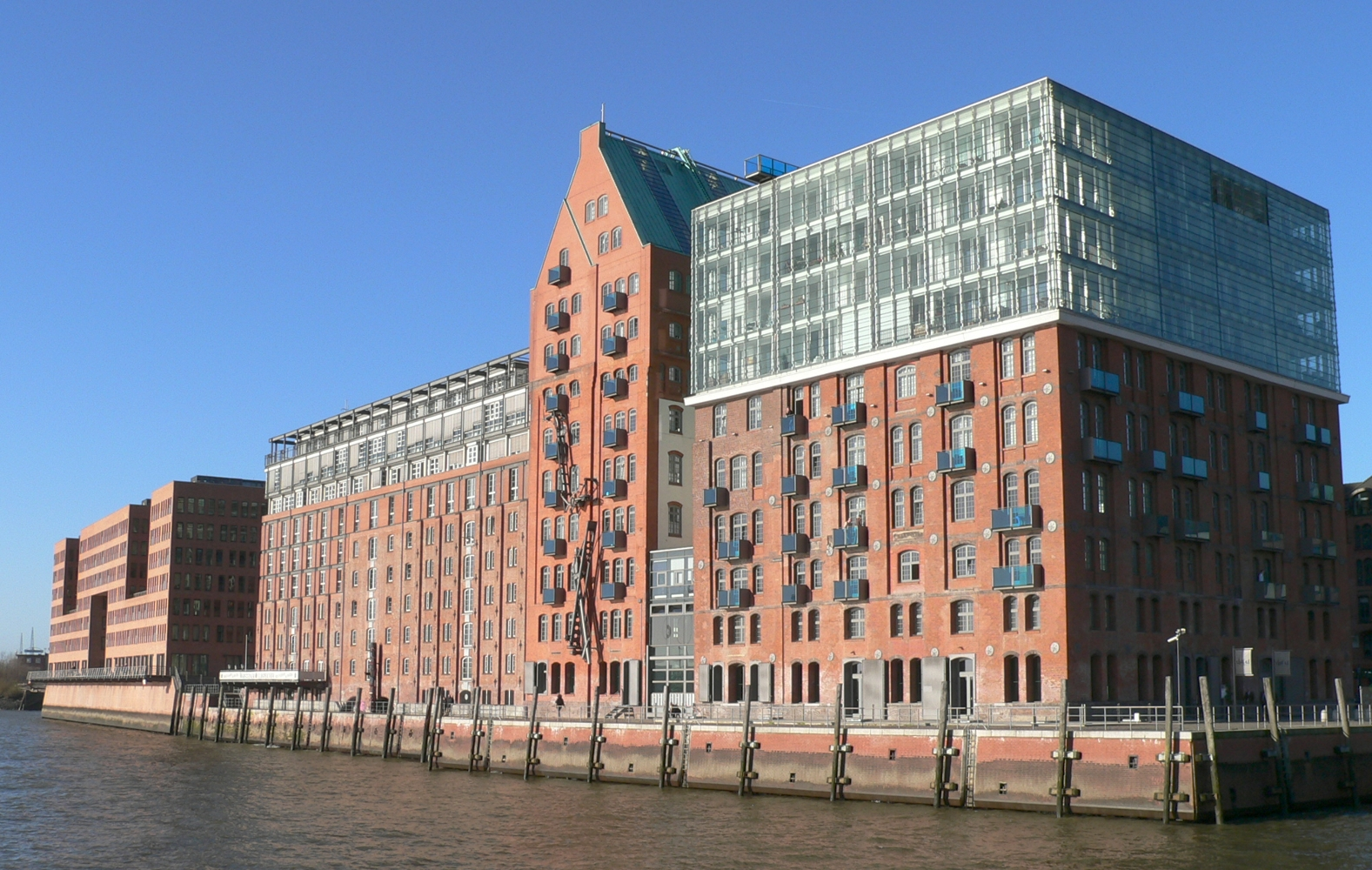
Das Stadtlagerhaus

Das Stadtlagerhaus ist ein 1880 ursprünglich als Mühle erbautes Wohn- und Geschäftsgebäude in Hamburg-Altona-Altstadt.

## Lage und Beschreibung
Das Gebäude befindet sich an der Großen Elbstraße am Ufer der Norderelbe westlich der Fischauktionshalle und dem Fischmarkt im Hamburger Hafen.
Das Bauwerk hat einen Altbau aus Backstein, auf den eine zweischalige Glasfassade aufgesetzt ist, die Wohnungen umfasst. Das Gebäude hat ein Satteldach und einen entkernten Innenraum, in dem sich ein Parkpaternoster befindet. Das Gebäude hat einen Steg, der zum zweiten Stockwerk des Gebäudes führt und einen Zugang bei Sturmflut ermöglicht.

## Geschichte
Das Gebäude wurde 1880 nach Plänen von Albert Petersen als Dampfmühle errichtet und erhielt 1903/04 einen kleeblattförmigen Anbau nach Plänen von Raabe & Wöhlecke, der als Silo genutzt wurde. Die Mühle wurde Ende der 1990er Jahre umgebaut und um den gläsernen Aufbau erweitert; das Silo mit einem Satteldach versehen. Von 1998 bis 2001 wurde das Gebäude nach Plänen von Jan Störmer erneut umgebaut und erweitert.